# Özkan Sümer
Özkan Sümer (* 20. Januar 1937 in Trabzon; † 22. Dezember 2020 ebenda) war ein türkischer Fußballspieler, -trainer und -funktionär. Sein Name wird sehr stark mit dem Verein Trabzonspor assoziiert und er selbst als eine der wichtigsten Persönlichkeiten der Vereinsgeschichte angesehen. Für den Verein war er als Spieler, Trainer und Vereinspräsident tätig. Er war neben Ahmet Suat Özyazıcı, mit dem er sich mehrmals als Cheftrainer ablöste, der zweite Trainer jener als legendär bezeichneten Mannschaft Trabzonspors, die als erster anatolischer Verein die türkische Meisterschaft gewinnen konnte und unter dem Spitznamen Karadeniz Fırtınası (Schwarzmeersturm) ab 1975 ein Jahrzehnt lang den türkischen Fußball dominierte.

## Spielerkarriere
Sümer begann seine aktive Karriere bei Trabzon İdmanocağı, einem der drei Vorgänger-Vereine, aus denen das spätere Trabzonspor hervorging. Nach dieser Fusion und der ersten Ligateilnahme von Trabzonspor ab dem Sommer 1967 gehörte er zum Gründungskader dieses Vereins. Des Weiteren spielte er für die Vereine DÇ Karabükspor und Sebat Gençlik SK und beendete in der ersten Hälfte der 1970er Jahre seine Karriere.

## Trainerkarriere
Nach seiner aktiven Karriere arbeitete Sümer in den Jugendabteilungen des türkischen Fußballverbandes und Trabzonspors.
Im Sommer 1978 übernahm schließlich Sümer das erste Mal die 1. Mannschaft Trabzonspors. In den Saisons 1978/79 und 1980/81 wurde er mit Trabzonspor türkischer Meister. Vom 25. März 1981 bis zum 15. April 1981 war Sümer Trainer der türkischen Fußballnationalmannschaft. Innerhalb eines Monats verlor die Türkei unter seiner Leitung zwei von zwei Spielen und er trat mit sofortiger Wirkung zurück. 
Galatasaray Istanbul verpflichtete ihn für die Saison 1982/83. Sein Ziel war es, Galatasaray nach zehn Jahren wieder zum Meister zu machen. Dies gelang ihm nicht und ihm wurde deshalb nach einer Saison gekündigt. 
Zur Saison 19887/88 übernahm er den zentralanatolischen Zweitligisten Konyaspor. Diesen Verein führte er zum Saisonende souverän zur ersten Zweitligameisterschaft und damit auch zum ersten Aufstieg der Vereinshistorie in die 1. Lig, die damals höchste türkische Spielklasse.
Sümer übernahm bei Trabzonspor die Trainerposition 1984/85, 1990/91 und 1998 nochmals, jedoch ohne Erfolg. Von 2000 bis 2003 war Özkan Sümer Präsident von Trabzonspor. 
Ab 2006 sichtete Sümer im Auftrag von Trabzonspor junge Spieler aus der Umgebung von Trabzon.

## Tod
Özkan Sümer verstarb am 22. Dezember 2020 an den Folgen seiner Krebskrankheit.